# قطاع أوزو
قطاع أوزو هو شريط من الأرض في شمال تشاد على طول الحدود مع ليبيا، يبلغ طول هذا الشريط حوالي ستمائة ميل، ويمتد جنوبا إلى عمق نحو 100 كيلومتر ويختلف عرضه من منطقة إلى أخرى (ما بين 50 إلى 90 ميلا) وهي منطقة شاسعة تبلغ مساحتها حوالي 80 ألف كيلو متر مربع، تقع في شمال منطقة تبيستي، الغنية باليورانيوم والمنجنيز.

نشب نزاع حدودي حول السيطرة على هذه المنطقة بين تشاد وليبيا أدى إلى حرب بين البلدين. اعتبر العقيد القذافي أن تشاد هي مجاله الحيوي، الذي يجب أن يوليه اهتمامه الأساسي، وذلك لضمان الحصول على موارد بديلة لمورد البترول الذي كان مقدراً له أن ينضب خلال خمسين عاماً.

خريطة تشاد تبين شريط أوزو جنوب ليبيا

## معاهدة موسوليني-لافال

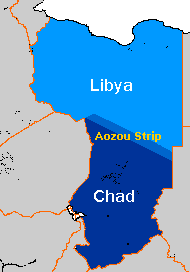
قطاع أزوزو

تعود المنازعات والمفاوضات حول شريط اوزو بين ليبيا وتشاد إلى أوائل الخمسينيات حيث ادعت ليبيا بأن الإقليم كان يقطنه السكان الأصليون الذين يدينون بالولاء للسنوسية، وبعد ذلك إلى الإمبراطورية العثمانية، واستندت إلى اتفاق قديم بين إيطاليا الفاشية (في عهد موسوليني) التي كانت تحتل ليبيا وفرنسا (في عهد رئيس وزرائها بيير لافال) (الدولة المحتلة لتشاد)، عُرف بمعاهدة موسوليني-لافال التي عقدت في روما في 7 يناير/كانون الثاني 1935م، والتي تضمنت تنازل فرنسا لإيطاليا عن هذا الشريط ليصبح ضمن أراضي ليبيا. وقد صادقت الجمعية الوطنية الفرنسية على هذه المعاهدة، بينما لم يصادق عليها البرلمان الإيطالي. كما يظهر شريط اوزو ضمن الأراضي الليبية، في بعض الخرائط التي تعود إلى أواخر الاربعينات، والتي ربما أعدت استنادا إلى المعاهدة المذكورة. كما اعتمدت ليبيا أيضا، على معاهدة أخرى تمت بين ليبيا و«تمبلباي» رئيس تشاد، في ديسمبر من عام 1972 م أقر فيها «تمبلباي» علنا أن منطقة الحدود، تعتبر«منطقة تضامن وتعاون»، وفي رسالة مذيلة بتوقيع «تمبلباي»، أقر فيها باحقية ليبيا باوزو. دخلت القوات الليبية، إلى شريط اوزو، إثر معاهدة ديسمبر 1972 م، وإثر التقارب الذي نتج عنها. وقد تواجدت قوات ليبية في الشريط، قبل ذلك التاريخ منذ شهر نيسان/أبريل من نفس العام. وأصبحت المنطقة تدار منذ ذلك الحين بإدارة ليبية، بل وأصدرت ليبيا بطاقات تعريف لسكان الشريط، ثم ألحقت المنطقة إداريا بمدينة «مرزق». أعلنت ليبيا ضم الشريط رسميًا في عام 1976.

## العلاقات الليبية التشادية
يعود أثر الحركة السنوسية في تشاد إلى بداية العلاقة بين السنوسية ومنطقة السودان الأوسط، وإلى اللقاء الذي تمّ بين مؤسس الحركة السنوسيّة الإمام محَمّد بن علي السنوسي والسيد/ محَمّد شريف بن صالح (تشادي) في مكة المكرمة أثناء وجودهما في الحجاز. وبعد تأسيس الحركة السنوسيّة في ليبيا وتولي السيد/ محَمّد الشريف (1835 – 1858 م) الخلافة في وداي خلفاً لشقيقه سلطان علي الشريف، توطدت العلاقة، فازدادت الروابط بين السنوسيّة ووداي منذ ذلك العهد. وخاصة بين الخليفة محمد المهدي السنوسي، والسلطان يوسف بن محَمّد الشريف (1874 – 1898 م).
ظلت العلاقة بين الشعبين الليبي والتشادي متشابكة متداخلة وحميمة طوال فترة نشاط الحركة السنوسيّة، واستمرت العلاقة ودية بين البلدين دون أن يعتريها سوء تفاهم طوال عهد الملك محمّد إدريس بن محَمّد المهدي السنوسي.
نالت تشاد استقلالها في آب/أغسطس 1960 م، لكن فرنسا لم ترحل بالكامل، فقد تركت بعض قوّاتـها بحجّة الدفاع المشترك بين البلدين، وزرعت بذور الفرقة والشقاق، واختارت تشاد دستورا علمانيا واللغة الفرنسية كلغة رسمية، وظلت فرنسا تتحكم في اقتصاد البلاد. ونصب رئيس الحزب التقدمي فرانسوا تمبلباي رئيسًا لتشاد، وهو مسيحي ينتمي إلى قبائل «السارة» التي تقطن الجنوب.
ولم تعرف العلاقة بين ليبيا وتشاد التوتر والنزاعات والصدامات المسلحة إلاّ بعد مجيء معمر القذافي إلى السلطة في ليبيا في الأوَّل من أيلول/سبتمبر من عام 1969 م. وقد قطع الرئيس التشادي تومبلباي العلاقات الدبلوماسيّة مع ليبيا بعد أقل من سنتين من وصول القذافي إلى السلطة، وذلك في مطلع عام 1971 م. حيث قام نّظام القذافي بتدريب وتسليح مجموعة من التشاديين (المسلمين) للقيام بمحاولة لقلب نظام تومبلباي في تشاد. كانت العلاقات التشاديّة الليبيّة فيما بين 1970 م إلى 1990 م عدائية تارة وودية تارة أخرى، وإن كان العداء هو الأصل، مع أكثر من زعيم تشادي طوال الفترة المشار إليها سالفاً – إذا استثنينا الفترة التي تمّ التوقيع فيها على اتفاقيّة الوحدة الاندماجيّة بين البلدين.
عملت ليبيا في عهد القذافي على الدوام على تسليح فصائل المعارضة المتتالية للحكم المركزي في انجامينا والمساهمة في تصعيد الخلافات الداخليّة بزعزعة استقرار البلاد لتبرير وجودها وتدخلها في الشئون الداخليّة التشاديّة.

## إحتلال تشاد
يشكل المسلمون أكثر من 52% من سكان تشاد، ويتركز المسلمون في الشمال والشرق مقابل نسبة 30% من المسيحيين معظمهم في الجنوب، أما النسبة الباقية فمن الوثنيين والمعتقدات القبلية.
استقلت تشاد يوم 11 أغسطس/آب 1960 وكان أول رئيس لها هو فرنسوا تومبالباي (مسيحي من جنوب البلاد)، المولود عام 1918. وتولى السلطة منذ ذلك اليوم حتى 13 مايو (أيار) 1975 عندما قتل إبان انقلاب عسكري قاده جنوبي آخر نويل اودينغار، سرعان ما سلم السلطة إلى الجنرال فيليكس مالوم، وذلك بعد سنوات عدة من التوتر بين الشمال المسلم والجنوب المسيحي والوثني تحولت عام 1975 إلى حرب أهلية. فيليكس مالوم ـ وهو أيضاً جنوبي مسيحي ـ الذي حكم بين 15 مايو 1975 و29 أبريل 1979 أخفق في لجم الحرب الأهلية بالرغم من تعيينه القيادي الشمالي المسلم المتمرد حسين حبري والذي انضم إلى الحكومة في عام 1978 كرئيس للوزراء عام 1978، وكان حسين حبري يومذاك زعيماً لتنظيم «قوات الشمال المسلحة». ولكن وقع الخلاف بين حسين حبري والرئيس فليكس مالوم، حول إدماج القوات المسلحة الشمالية التابعة لحسين حبري في الجيش الوطني التشادي الذي سيتمركز في العاصمة، وهو ما أدى بالمتمردين التشاديين المسلمين إلى القيام بحركة ضد الرئيس التشادي فليكس معلوم أدت إلى اندلاع حرب في العاصمة. وفي هذه الأثناء استغلت قوات جبهة فرولينا بقيادة كوكني وادي، التي كانت قد حررت النصف الشمالي من البلد، الوضع وشنت عملية إبراهيم أباتشا (تيمنا باسم المجاهد التشادي ضد الاحتلال الفرنسي الذي لقي مصرعه في عام 1979) التي انتهت بالسيطرة على العاصمة.
في تموز/يوليو 1979م تم في لاغوس -نيجيريا تشكيل حكومة انتقالية سميت بـحكومة الوحدة الوطنية الانتقالية، عُين فيها «كوكوني واداي» رئيسا لتشاد و«عبد القادر كاموجي» نائبا للرئيس وحسين حبري وزيرا للدفاع الوطني وأحمد اصيل وزيرا للخارجية، وأبا صديق وزيرا للصحة. وتعتبر هذه الحكومة هي أول حكومة وطنية تشمل الجميع. وأيضا هي المرة الأولى، التي يحكم فيها رجل مسلم من الشمال (كوكوني واداي) تشاد بكاملها.
وبعد وصول جبهة فرولينا للحكم في تشاد حدث انفصال بين كوكني واداي وحسين حبري وانحاز النظام السياسي في ليبيا إلى كوكني وداي ضد حسين حبري حيث قام حسين حبري وزير الدفاع في حكومة كوكني وادّاي عام 1979، بانقلاب على حكومته ليقود تمردا مسلحا، على صديق وحليف الأمس واداي. ساندت ليبيا «كوكوني واداي»، بالدبابات والأسلحة الثقيلة والطائرات، كما زودته بعتاد عسكر، بدون حدود، بناء على اتفاقية تم توقيعها بين ليبيا و«كوكوني واداي» في 15 يونيو/حزيران من عام 1980 م، أي بعد أربعة أشهر من اندلاع هذا الصدام بين حسين حبري و«واداي» في انجامينا. وانتصر «واداي» إثر تلقيه هذه المعونات، ودخلت القوات الليبية وقوات «كوكوني واداي» منتصرة إلى «انجامينا» في 16 ديسمبر 1980م، وهرب حبري وقواته إلى الكاميرون.
وفي 6 يناير/كانون الثاني من عام 1981 م، أعلن فجأة عن قيام وحدة بين ليبيا وتشاد، لتصبح ليبيا وتشاد بناء على هذا الإعلان دولة واحدة. أثار هذا الإعلان، حفيظة وغضب الجميع، بما في ذلك، الدول الأفريقية بأجمعها تقريبا بالإضافة إلى منظمة الدول الأفريقية وفرنسا. فقد اعتبرت أغلب هذه الدول، أن اعلان الوحدة بين البلدين، من طرف واحد، وبهذا الأسلوب، وفي هذه الظروف التي تمر بها تشاد، هو في حقيقته محاولة من جانب ليبيا للاستيلاء على تشاد.
في تلك الأثناء، كان القذافي قد انتهك اتفاق كانو الأول، الذي عقد في مدينة كانو في نيجيريا في الفترة من 7 ـ 16 مارس/آذار 1979 وذلك بقيامه بدعم محاولة الانقلابية ضد واداي وذلك بمنحه مساعدات وتسليح لأصيل أحمد قائد جيش البركان والعربي الأصل، مما أتاح لجيش البركان التقدم نحو الجنوب. وإثر ذلك طالب واداي بخروج القوات الليبية من تشاد، وبالفعل عقد مؤتمرًا صحفيًا وأعلن ذلك ومن هنا قامت القوات المسلحة الليبية بالخروج. وكان الخروج بصورة مفاجئة وسريعة وقد تم في خلال أسبوع مما خلق فراغا عسكريا استغله حبري، المتواجد على الحدود التشادية -السودانية فزحف بقواته على العاصمة «انجامينا» في 7 يونيو من عام 1982 م، واحتلها، وخرج واداي وأصبح حبري رئيسا لتشاد.
ونظرا لخوف القذافي من نظام حبري فقد تصالح مع وادي. ورجع كوكني وداى في بتسليح وتدخل القوات الليبية في تشاد دون غطاء أو اتفاق دولي وخوفا من الإدانة الدولية أنكر القذافي بأن لديه قوات ليبية وعندما قامت الأمم المتحدة بالذهاب إلى تشاد للتأكد من صحة تدخل القوات الليبية في تشاد قام النظام السياسي بتشكيل ما سمي باللواء الأسمر حيث استبدلوا جميع الجنود الليبييين ذوي البشرة البيضاء بذوي البشرة السوداء حتى انتهت مدة المراقبة. وقد كان في أعقاب ذلك أن أخذت قوات جو كوني وددي (كوكوني ودي) في الزحف جنوباً، بدعم عسكري ليبي، حتي سقطت مدينة فيالارجو الاستراتيجية في أيدي قوات جوكوني وددي. [بحاجة لتوضيح]. وتم تقسيم البلد إلي قسمين الشمالي بقيادة كوكني وجنوب الخط عرض 16 بقيادة هبري حتي عام 1986 وبسبب محاولة القذافي وللمرة الثانية بتصفية كوكني حيث حاول اغتياله في طرابلس ما أسفر عن مقتل اثنين من حراسه الشخصيين وإصابته هو بجروح بالغة. على اثره طلب كوكني من قواته الانضمام الي قوات حبري. دخل الرئيس حسين حبري في حرب مباشرة مع ليبيا لتحرير الشمال من القوات الليبيّة واستطاع تحرير كل أراضي تشاد بما في ذلك قطاع أوزو لمدة معينة، بل والدخول إلى الأراضي الليبية والاستيلاء على قاعدة السارة، وهزمت قوات القذافي وأسر الالاف منها.

## محكمة العدل الدولية
اعترف القذافي بحكومة هبري وأعلن رغبته في تسويّة علاقته مع الحكومة المركزيّة في انجامينا، وعبر وساطات إفريقيّة. تمّ اللقاء بين القذافي وحسين هبري في باماكو عاصمة جمهوريّة مالي. وتمّ إعادة العلاقات بين البلدين في 3 أكتوبر 1988م بعد سلسلة الهزائم والنكسات العسكريّة التي منيت بها قوات القذافي العسكريّة. وتم رفع قضية قطاع أوزو إلى محكمة دولية وأصدرت محكمة العدل الدولية في فبراير 1994 م قرارها بشأن قضية أوزو، وجاء القرار في صالح تشاد.
تطورت الأحداث في تشاد حيث قامت قوات الحركة الوطنية للإنقاذ MPS بقيادة إدريس دبي المعارضة لحبري في 10 تشرين الثاني/نوفمبر 1990 انطلاقاً من الأراضي السودانية وبأسلحة ليبية بالهجوم على انجامينا وعندما حاول حسين هبري صد الهجوم رفضت فرنسا (لاختلافها مع حبري) أن تزوده بصور جوية تحدد موقع المتمردين، فسقط نظامه في 30 نوفمبر 1990، وتولى العقيد إدريس دبي الحكم في 1 كانون الأول/ديسمبر 1990.

## وصلات خارجية
- Judgement of the International Court of Justice, 13 February 1994